# Abbotswood
Abbotswood is een plaats en civil parish in het bestuurlijke gebied Test Valley, in het Engelse graafschap Hampshire.